# 白木朋子
白木 朋子（しろき ともこ、1974年 - ）は、日本の社会起業家、特定非営利活動法人ACE事務局長。宮城県生まれ。宮城学院中学校・高等学校、明治学院大学国際学部国際学科卒業。ロンドン大学東洋アフリカ大学院国際教養ディプロマ課程（開発学、比較文化学専攻）、サセックス大学文化環境開発研究所（CDE）開発人類学修士課程修了。インドの児童労働や貧困問題を研究。
大学在籍中の1997年にACEを立ち上げに参加、英国留学を経て、2005年3月まで民間の開発援助コンサルティング会社に勤務し、政府開発援助の社会開発分野（貧困、社会福祉、参加型開発）の調査、評価、研修業務に従事する傍ら、講演・ワークショップの講師、執筆活動などを行う。2005年4月より現職。

## 経歴
- 特定非営利活動法人ACE事務局長
- 児童労働ネットワーク運営委員
- 特定非営利活動法人開発教育協会評議員
- 宮城大学非常勤講師

## 著書

### 共著
- 岩附由香、水寄僚子『わたし8歳、カカオ畑で働きつづけて。―児童労働者とよばれる2億1800万人の子どもたち』合同出版、2007年。ISBN 978-4772604017。

### 執筆
- 『DAYS JAPAN 2008年10月号』デイズジャパン、2008年。
- 『DAYS JAPAN 2010年8月号』デイズジャパン、2010年。

## メディアへの出演
- 2009年2月21日、CS朝日ニュースター『痛快！おんな組』に出演
- 2009年3月13日、テレビ大阪『ボランティア21 第519回 「児童労働のない世界へ」』に出演
- 2011年1月16日、NHK BS1『地球ドキュメント　ミッション　～Mission #21 カカオ畑から子どもを救え」』に出演